# Randy Blythe
David Randall Blythe, känd som Randy Blythe och född 21 februari 1971, är sångare i det amerikanska metalbandet Lamb of God och i sidoprojektet Halo of Locusts.

## Biografi
Randy Blythe började sjunga med Lamb of God, då under bandnamnet Burn the Priest, i slutet av 1995. Hans sångröst varieras från djupt growlad, screaming och ren baryton.
Blythe sjunger också i sidoprojektet Halo of Locusts som bidragit på plattan For the Sick, ett hyllningsalbum till sludge metal-bandet Eyehategod, med en cover av låten "Dixie Whiskey". Han har också gästsjungit med A Life Once Lost på deras album Hunter (2005) och Iron Gag (2007), med Overkill på 2007 års Immortalis och med franska Gojira på 2008 års The Way of All Flesh.
Under 2009 bidrar Randy Blythe som sångare även med banden The Kris Norris Projekt och Shadows Fall.
Han deltar också i den kommande skräckfilmen The Graves som har premiär 2010.

## Diskografi

### Med Burn the Priest
- Demo (1995)
- Split med ZED (1997, Goatboy Records)
- Split med Agents of Satan (1998, Deaf American Recordings)
- Sevens and More (1998, mp3.com)
- Burn the Priest (1999, Legion Records)

### Med Lamb of God
- New American Gospel (2000, Prosthetic Records)
- As the Palaces Burn (2003, Prosthetic Records)
- Ashes of the Wake (2004, Epic Records)
- Killadelphia (2004, Epic Records)
- Sacrament (2006, Epic Records)
- Wrath (2009, Epic Records)
- Resolution (2012, Roadrunner Records)
- VII - Sturm Und Drang (2015,  Nuclear Blast Records)

### Med Halo of Locusts
- For the Sick, tributalbum för sludge metal-bandet Eyehategod, (2007, Emetic Records) − coverversion av "Dixie Whiskey"

### Gästframträdanden och annat arbete
- The Mercury Lift (2003) av Haste − gästsång på "God Reclaims His Throne"
- Lesser Traveled Waters (2004) av Gollum − gästsång på "Cross-Pollenation"
- Without Any Remorse (2004) av Bloodshoteye − gästsång på "F.U.B.A.R"
- Hunter (2005) av A Life Once Lost − gästsång på"Vulture"
- An Unrelenting Assault (2006) av Bloodshoteye - Producent (sång) (Krediteras som D. Randall Blythe)
- Immortalis (2007) av Overkill − gästsång på "Skull and Bones" (Krediteras som D. Randall Blythe)
- Iron Gag (2007) av A Life Once Lost − gästsång på "Pigeonholed"
- The Way of All Flesh (2008) by Gojira − gästsång på "Adoration for None"[2]
- Absentee (2008) av Pitch Black Forecast − gästsång på "So Low"
- Icons of the Illogical (2009) av The Kris Norris Projekt - gästsång
- Retribution (2009) av Shadows Fall − gästsång på "King Of Nothing"[3]
- 7 Dead, 6 Wounded (2010) av Downspell - gästsång på "Submission"
- Beyond Hell/Above Heaven Limited Edition (2010) av Volbeat - gästsång på "Pool of Booze, Booze, Booza (Live)"
- Jasta (2011) av Jamey Jasta - Gästsång på "Enslaved, Dead or Depraved"
- 醒靈寺大決戦 / Final Battle at Sing Ling Temple (2012) av 閃靈 - Gästsång på "皇軍 / Takao" och "震洋 / Oceanquake"
- Cannabis Corpse (2012) - sång på "Cory Smoot Memorial"-showen
- Suicide Silence (2012) - "You Only Live Once" (sång) vid Ending is the Beginning: Mitch Lucker Memorial Show
- Hardcore Lives av Madball (2014) - (fotografi)
- Teenage Time Killers (2015) - gästsång på "Hung Out to Dry"
- Metal Allegiance (2015) - gästsång på "Gift of pain"
- Aquatic Occult (2016) av Sourvein - gästsång på "Ocypuss" och gästorgel på "Oceanic Procession"
- Westfield Massacre (2016) - gästsång på "Underneath the Skin"
- Deafheaven (2016) - gästsång (live) på "Dream House" i Hollywood, Kalifornien
- Ironshore (2016) av Oni - gästsång på "The Only Cure"
- Bloodlust (2017) av Body Count - gästsång på "Walk with Me..."
- Doyle II: As We Die (2017) genom Doyle - gästsång på "Virgin Sacrifice"
- Outlaws 'til the End Vol. 1 (2018) genom DevilDriver - gästsång på "Whiskey River" och "Ghost Riders in the Sky"
- 政治 / Battlefields of Asura (2018) av 閃靈 - gästsång på "Souls of the Revolution"
- Ritual (2018) av Soulfly - gästsång på "Dead Behind the Eyes"[4]
- Anesthetic (2019) av Mark Morton - gästsång på "Truth Is Dead" (med Alissa White-Gluz från Arch Enemy)
- Ategnatos (2019) av Eluveitie - gästsång/berättande på "Worship"
- Foundation of Bones (2020) av Enterprise Earth - (skribent)
- Lions (2020) av Saudade - gästsång
- Livin' the Apocalypse (2021) av Voodoo Glow Skulls - gästsång på "The Walking Dread"
- Day of the Lords (2021) av Saudade - gästsång
- New Man, New Songs, Same Shit Vol. 2 (2021) av Me and That Man - gästsång på "Silver Haide Echoes"
- Ascension (2022) av Mutually Assured Destruction - gästsång på "Spirit Liberation"
- Loathing Light (2022) av Oni - gästsång på "Oni"
- Hex (2022) av Black Cross Motel - gästsång på "We Are 138"
- Drop (2023) av P.O.D. - gästsång

## Filmografi
- The Graves (2010)